# Sparianthina
Genre
Sparianthina est un genre d'araignées aranéomorphes de la famille des Sparassidae.

## Distribution
Les espèces de ce genre se rencontrent en Amérique du Sud et en Amérique centrale.

## Liste des espèces
Selon World Spider Catalog (version 22.5, 01/12/2021) :
- Sparianthina adisi Jäger, Rheims & Labarque, 2009
- Sparianthina boyaca Rheims, 2021
- Sparianthina deltshevi Jäger, Rheims & Labarque, 2009
- Sparianthina gaita Rheims, 2011
- Sparianthina milleri (Caporiacco, 1955)
- Sparianthina parang Rheims, 2011
- Sparianthina pumilla (Keyserling, 1880)
- Sparianthina rufescens (Mello-Leitão, 1940)
- Sparianthina saaristoi Jäger, Rheims & Labarque, 2009
- Sparianthina selenopoides Banks, 1929
- Sparianthina soca Rheims, 2021

## Publication originale
- Banks, 1929 : « Spiders from Panama. » Bulletin of the Museum of Comparative Zoology, vol. 69, no 3, p. 53-96 (texte intégral).